# Banksiola calva
Banksiola calva är en nattsländeart som beskrevs av Banks 1943. Banksiola calva ingår i släktet Banksiola och familjen broknattsländor. Inga underarter finns listade i Catalogue of Life.